# Isak Frey
Isak Leknes Frey (Bærum, 28 de agosto de 2003) es un deportista noruego que compite en biatlón. Ganó seis medallas en el Campeonato Europeo de Biatlón, en los años 2024 y 2025.

## Palmarés internacional
| Campeonato Europeo | Campeonato Europeo   | Campeonato Europeo | Campeonato Europeo |
| Año                | Lugar                | Medalla            | Prueba             |
| ------------------ | -------------------- | ------------------ | ------------------ |
| 2024               | Osrblie (Eslovaquia) | Medalla de oro     | Persecución        |
| 2024               | Osrblie (Eslovaquia) | Medalla de oro     | Relevo mixto       |
| 2024               | Osrblie (Eslovaquia) | Medalla de bronce  | Velocidad          |
| 2025               | Martello (Italia)    | Medalla de oro     | Individual         |
| 2025               | Martello (Italia)    | Medalla de oro     | Relevo             |
| 2025               | Martello (Italia)    | Medalla de plata   | Persecución        |